# Antonio Sánchez Dietz
Antonio Sánchez Dietz (11 de junio de 1905) fue un boxeador español nacido en la región catalana y que compitió en los Juegos Olímpicos de 1924.
En la competición de 1924 fue eliminado en cuartos de final tras perder con el boxeador noruego Oscar Andrén.